# Liste der Naturdenkmale in Böbingen (Pfalz)
Die Liste der Naturdenkmale in Böbingen nennt die im Gemeindegebiet von Böbingen ausgewiesenen Naturdenkmale (Stand 23. Mai 2024).

## Naturdenkmale
| Nr.         | Bezeichnung | Lage                                          | Beschreibung     | Bild            |
| ----------- | ----------- | --------------------------------------------- | ---------------- | --------------- |
| ND-7337-179 | Speierling  | östlich des Ortes; flur An der Speßgasse Lage | Sorbus domestica | Fotos hochladen |